# Col des Bagenelles
De Col des Bagenelles is een bergpas over de Vogezen in Frankrijk. De route over de bergpas, de D48, verbindt Le Bonhomme in het zuiden met Sainte-Marie-aux-Mines in het noorden. De pashoogte is 904 meter.